# ブランキオマイセス症
ブランキオマイセス症（ブランキオマイセスしょう、英: branchiomycosis）とはBranchiomyces sanguinis感染を原因とする温水性淡水魚の感染症。ウナギでは鰓ぐされが認められる。